# Чемше
Чемше (словен. Čemše) — поселення в общині Мирна Печ, регіон Південно-Східна Словенія, Словенія.